# Clara Maria Bagus

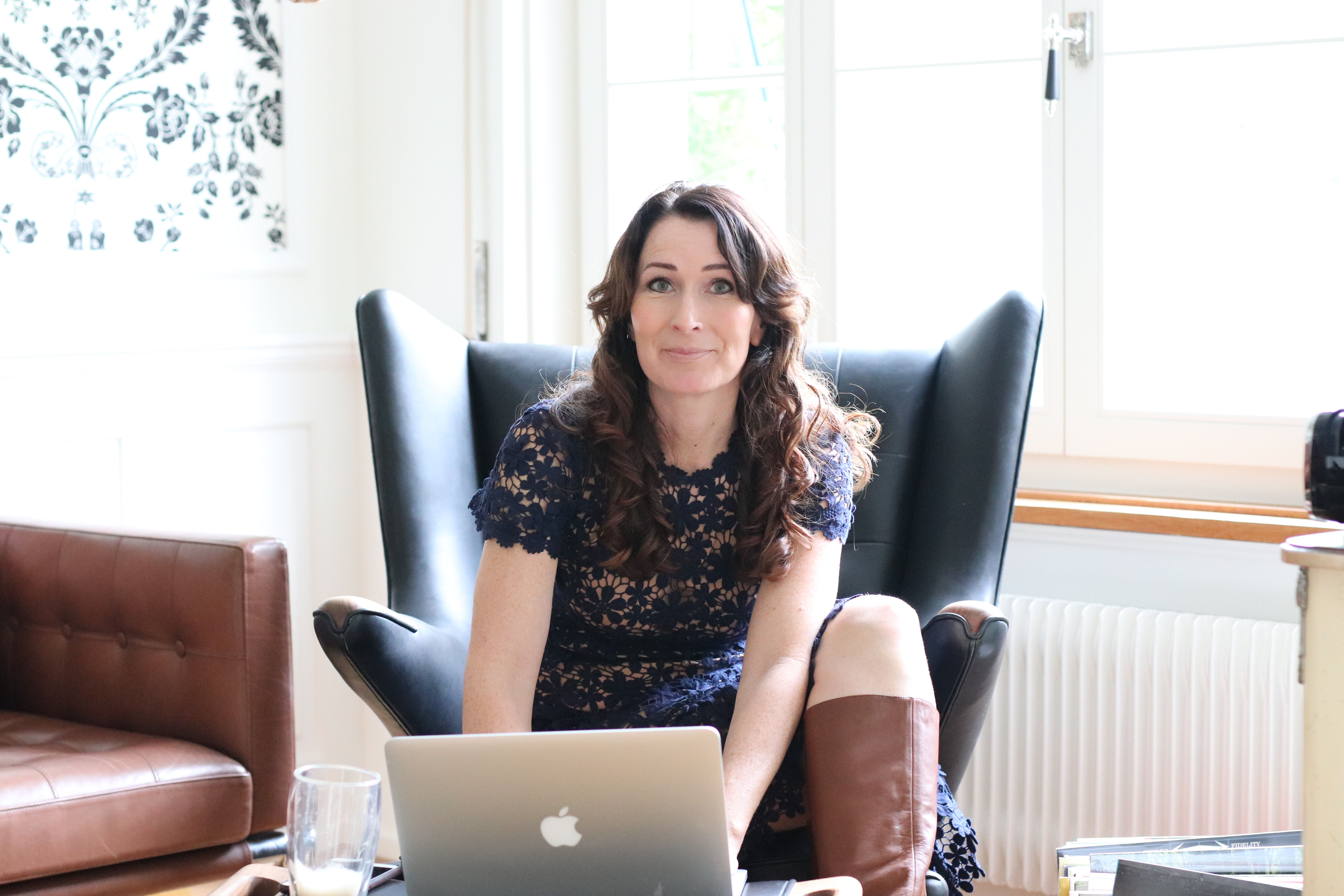
Clara Maria Bagus (2018)

Clara Maria Bagus (* 29. März 1975 in Marburg, Deutschland) ist eine Schriftstellerin mit deutscher und Schweizer Staatsangehörigkeit.

## Leben und Werk
Im Alter von acht Jahren schrieb Clara Maria Bagus ihre ersten Geschichten, die in regionalen Zeitungen veröffentlicht wurden. Vom verdienten Geld kaufte sie sich Bücher. Bagus wuchs mit einer geistig behinderten Schwester auf. Im Alter von siebzehn Jahren überlebte Bagus einen schweren Verkehrsunfall in den USA nur knapp.
Nach dem Abitur studierte Bagus an den Universitäten Konstanz und Stanford Psychologie und jobbte im Stanford Medical Center. Sie war einige Zeit in der Hirnforschung tätig, bevor sie sich ganz dem Schreiben widmete.
Clara Maria Bagus ist ein Pseudonym. Es ist der Name der früh an AML (Akute myeloische Leukämie) verstorbenen Mutter der Schriftstellerin. Damit widmet Bagus ihre Bücher ihrer Mutter, zu der sie nach eigenen Angaben eine enge Beziehung hatte. Ihr bürgerlicher Name ist Sabine Dobelli.
Bekannt wurde Bagus 2016 mit ihrem Romandebüt Vom Mann, der auszog, um den Frühling zu suchen, das im Ullstein Verlag erschienen ist und auf Anhieb zum Bestseller wurde. Mehrere Wochen wies Amazon es als das am zweithäufigsten verschenkte Buch aus, direkt nach Harry Potter. 2018 erschien ihr zweiter Roman Der Duft des Lebens, ebenfalls im Ullstein Verlag. Mit Die Farbe von Glück, 2020 im Piper Verlag erschienen, hat Bagus ihren dritten Bestseller verfasst. Der Roman wurde zum Jahresbestseller 2023 der Schweiz (Platz 2). Der vierte Roman der Spiegel-Bestsellerautorin Der Klang von Licht erschien 2022. „Sogar die Neue Zürcher Zeitung ging in die Knie vor dieser Autorin“, schreibt Der Bund. Am 1. August 2024 erschien der fünfte Roman von Bagus: Die Unvollkommenheit des Glücks. Es ist der erste deutschsprachige Roman zum Krieg in der Ukraine. Er erhielt viel Lob und auch dieser Roman figurierte direkt mit Erscheinen in den deutschsprachigen Bestsellerlisten.
Der Feuilleton-Chef René Scheu der Neuen Zürcher Zeitung (NZZ) beschreibt die Bücher von Bagus als „Belletristik mit persönlichem Nutzen“ und ihren Schreibstil als „empathische Erzählkunst“.
Bagus ist Mutter von Zwillingsbuben und lebt mit ihrem Mann Rolf Dobelli in Bern.

## Werke
- Vom Mann, der auszog, um den Frühling zu suchen. Eine Reise zur Leichtigkeit. Ullstein, Berlin 2016, ISBN 978-3-7934-2307-2.
- Der Duft des Lebens. Roman. Ullstein, Berlin 2018, ISBN 978-3-96366-001-6.
- Die Farbe von Glück. Ein Roman über das Ankommen. Piper, München 2020, ISBN 978-3-492-05995-4.
- Der Klang von Licht. Vom Verschwinden und Sich-Finden. Piper, München 2022, ISBN 978-3-492-07169-7.
- Die Unvollkommenheit des Glücks. Piper, München 2024, ISBN 978-3-492-07297-7.